# Alby
Alby è una località (småort) storica situata in Svezia, sull'isola di Öland, frazione di Mörbylånga.
La città ha un centro storico risalente al XVI secolo e molte rovine preistoriche attorno ad essa. Queste ultime possono anche risalire al 7.000 a.C. Per questo motivo, Alby, è stata scelta dall'UNESCO come patrimonio dell'umanità.

## Galleria d'immagini

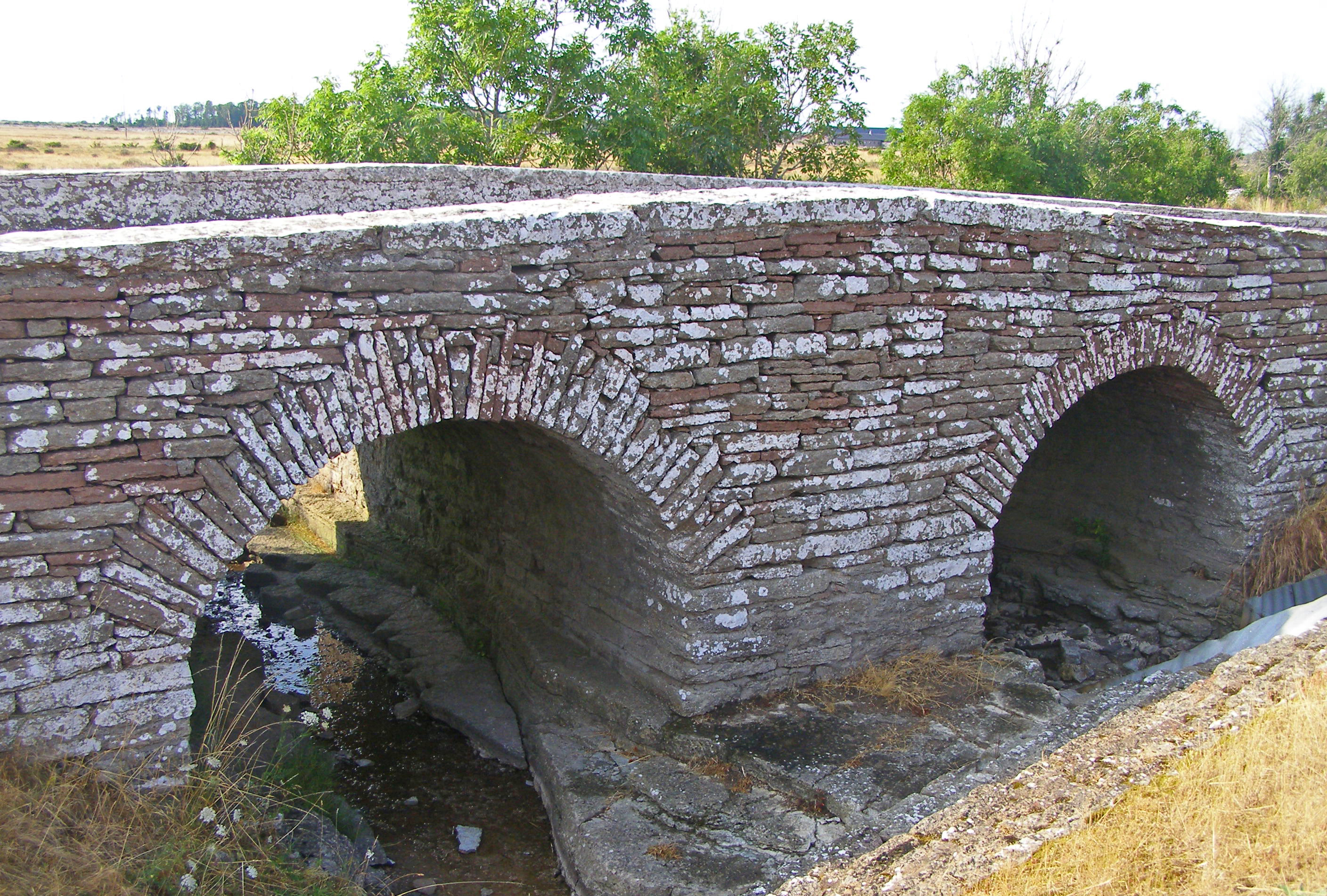
Ponte medievale
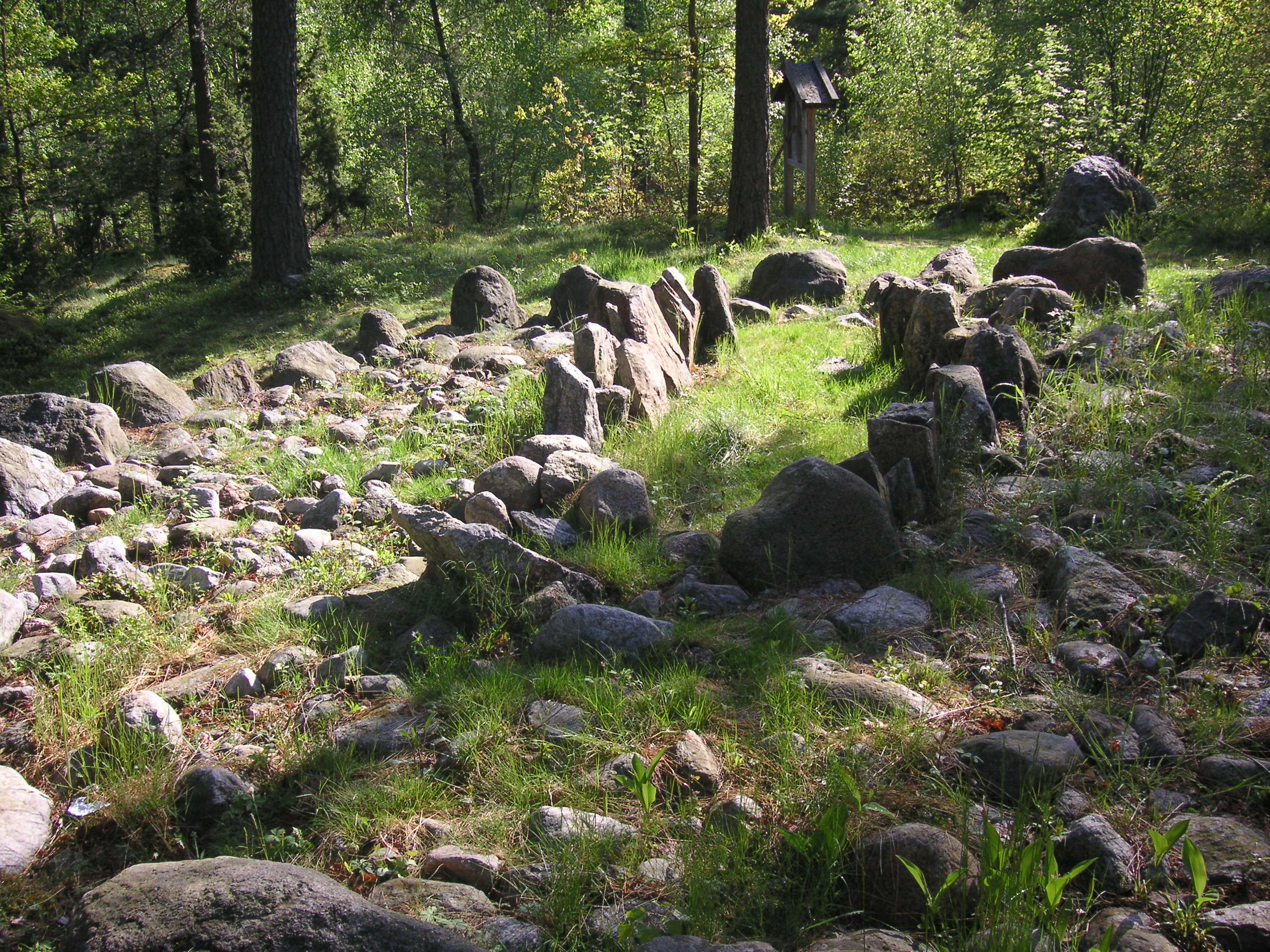
Uno scorcio presso Alby